# Sao chổi ngoài Hệ Mặt Trời

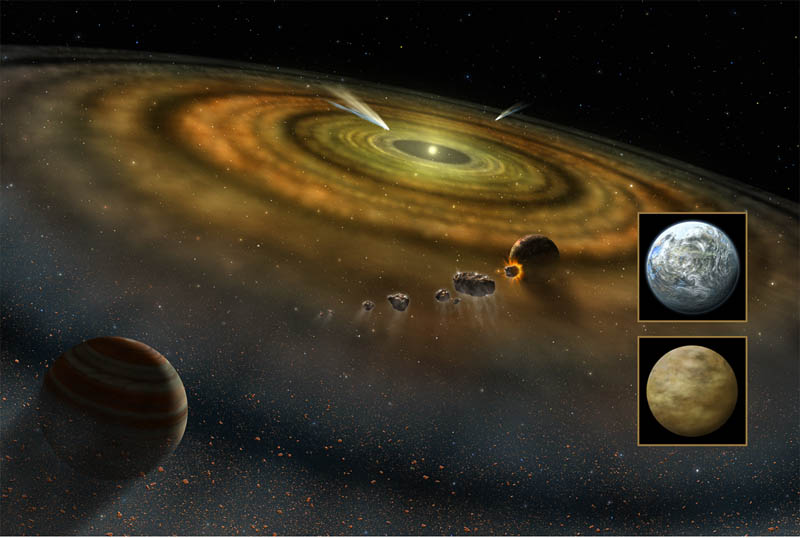
Exocomets and various planet-formation processes around Beta Pictoris, a very young A-type main-sequence star
(NASA; artist's conception).

Một sao chổi ngoài Hệ Mặt Trời là một sao chổi ở bên ngoài Hệ Mặt Trời, bao gồm những vật thể liên sao và những sao chổi có quỹ đạo bay quanh những ngôi sao mà không phải Mặt Trời. Sao chổi ngoài Hệ Mặt Trời đầu tiên được phát hiện vào năm 1987 bay xung quanh Beta Pictoris, một ngôi sao dãy chính nhóm A. Sao chổi ngoài Hệ Mặt Trời đã được quan sát thấy hoặc hoài nghi rằng đang bay quanh tổng cộng 27 ngôi sao tính đến tháng 2 năm 2019.
Tất cả những hệ sao chổi ngoài Hệ Mặt Trời đã được phát hiện (Beta Pictoris, HR 10, 51 Ophiuchi, HR 2174, HD 85905, 49 Ceti, 5 Vulpeculae, 2 Andromedae, HD 21620, Rho Virginis, HD 145964, HD 172555, Lambda Geminorum, HD 58647, Phi Geminorum, Delta Corvi, HD 109573, Phi Leonis, 35 Aquilae, HD 24966, HD 38056, HD 79469 và HD 225200) đều bay quanh những sao nhóm A còn rất trẻ.

## Quan sát
Sao chổi ngoài Hệ Mặt Trời có thể được phát hiện thông qua quang phổ học khi chúng đi ngang qua sao chủ. Tương tự như các hành tinh ngoài Hệ Mặt Trời, việc sao chổi ngoài Hệ Mặt Trời bay ngang qua sao chủ gây ra những biến đổi trong ánh sáng nhận được từ ngôi sao đó. Những biến đổi này thể hiện qua sự thay đổi trong các vạch hấp thụ của quang phổ sao, do đám mây khí từ sự bốc hơi của sao chổi ngoài Hệ Mặt Trời tạo ra các đặc điểm hấp thụ bổ sung, chẳng hạn như những vạch được quan sát thấy trong ion hóa canxi. Khi sao chổi ngoài Hệ Mặt Trời tiến gần đến sao chủ, băng và bụi dễ bay hơi sẽ bốc hơi, giải phóng khí tạo ra các vạch hấp thụ này. Quang phổ thường bao gồm một thành phần ổn định từ ngôi sao và một hoặc nhiều thành phần biến đổi bị dịch chuyển đỏ, đại diện cho sao chổi ngoài Hệ Mặt Trời. Các thành phần có tính biến đổi này thay đổi trong khoảng thời gian ngắn (khoảng một giờ), cho thấy chuyển động của sao chổi ngoài Hệ Mặt Trời về phía ngôi sao. Ngôi sao chổi ngoài hệ Mặt Trời tiến về phía ngôi sao, và bất kỳ vạch hấp thụ nào được tạo ra từ sự bay hơi của nó đều bị dịch chuyển đỏ so với các vạch hấp thụ của ngôi sao.

## Hình ảnh

Interstellar comet 'Oumuamua exiting the Solar System (artist concept) (animation)
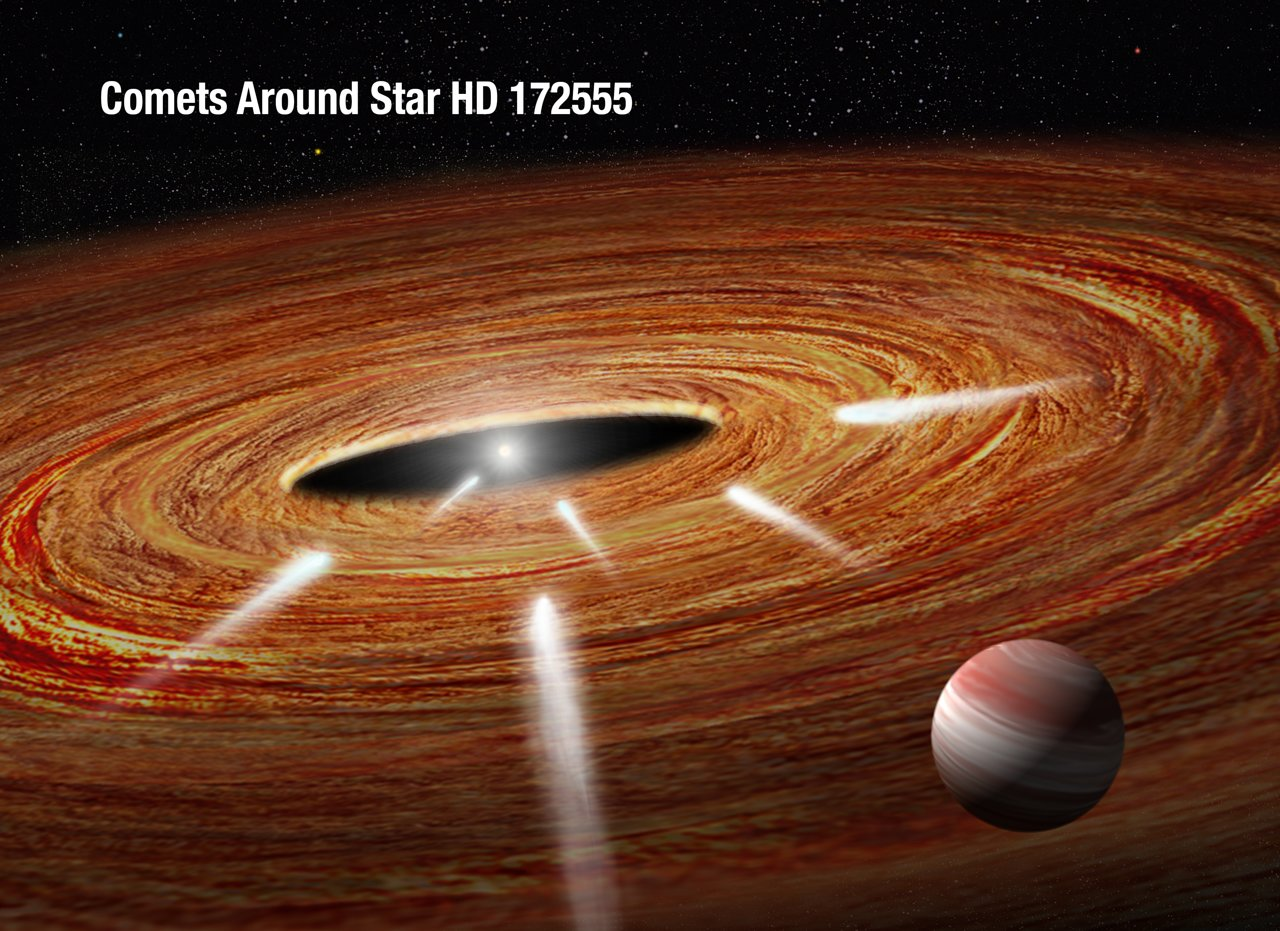
Artist’s impression of exocomets plunging into young star HD 172555.
- Video – artist’s impression of exocomets orbiting the star Beta Pictoris.